# GRB 060614

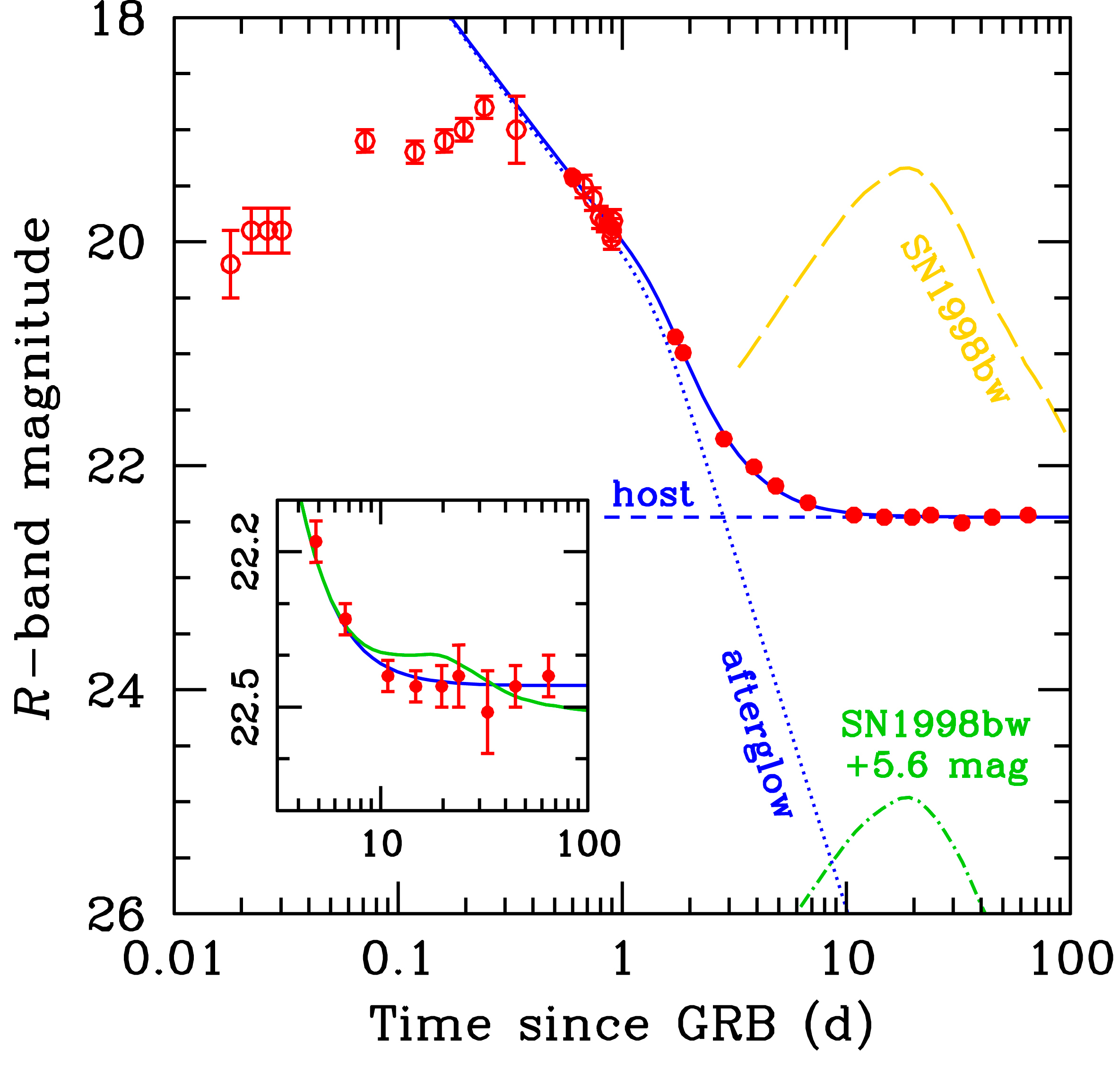
GRB 060614

GRB 060614 - гамма-спалах, зафіксований 14 червня 2006 року орбітальною обсерваторією Swift у галактиці в сузір'ї Індіанця, віддаленій на 1,6 мільярда світлових років від Землі. 
Незвичайні властивості цього сплеску поставили під сумнів сформований на той момент науковий консенсус щодо попередніх гамма-сплесків і чорних дір. 
Цей гамма-спалах класифікується як довгий (тривав 102 секунди), після якого, згідно з головною теорією, повинен був статися спалах наднової. Однак жодна з обсерваторій, які спостерігали цей регіон неба, не виявила ні наднової, ні спектральних підписів атомів нікелю-56, що мають утворюватися під час колапсуванні зірки. Батьківська галактика джерела GRB 060614 невелика (близько однієї сотої ваги Чумацького Шляху), містить вкрай мало зірок, які могли б стати надновою або джерелом довгого сплеску, та й навіть вони розташовані доволі розсіяно.
Через це, двома ізраїльськими астрономами Алон Реттер і Шломо Хеллер було висловлено припущення що спалах був спостереженням білої діри. Вони зіставили існуючи знання про білі та чорні діри, їхню ймовірнісну нетривалість із потужністю та непостійністю GRB 060614.